# David Jensen
David Jensen (født 25. marts 1992) er en dansk professionel fodboldspiller, der spiller for Lyngby Boldklub.

## Karriere

### FC Nordsjælland
David Jensen blev reservemålmand for FC Nordsjælland efter Jesper Hansen i 2010. Den 2. august 2011 skrev han under på en ny kontrakt med FCN, der gjaldt frem til 2014. Han fik sin seniordebut Hillerød Fodbold i 2. runde af DBU Pokalen, hvor han holdt målet rent i 5-0-sejren. I den efterfølgende rundt af DBU Pokalen spillede han sin anden kamp for førsteholdet den 21. september i 2-0-sejren over 1. divisionsklubben FC Hjørring. Han fik sin debut i Superligaen den 24. september, da han blev skiftet ind i det 43. minut i stedet for en skadet Jesper Hansen i 1-0-nederlaget til AGF. Han fik sin første start i Superligaen den 2. oktober i 1-0-sejren over SønderjyskE, men blev skiftet ud efter en halv time efter en knækollision med en holdkammerat. Han blev estimeret til at være ude i fire til seks uger.

### FC Utrecht
Den 28. juli 2016 blev det offentliggjort, at David Jensen skiftede til den hollandske klub FC Utrecht. Han skrev under på treårig kontrakt med option på yderligere et år.

### Lyngby Boldklub
Den 2. januar 2024 blev David Jensen hentet hjem til dansk fodbold, og til Lyngby Boldklub. 